# Aloe vaombe
Aloe vaombe ist eine Pflanzenart der Gattung der Aloen in der Unterfamilie der Affodillgewächse (Asphodeloideae). Das Artepitheton vaombe leitet sich vom lokalen volkstümlichen Namen der Art auf Madagaskar ab.

## Beschreibung

### Vegetative Merkmale
Aloe vaombe wächst stammbildend und einfach. Der aufrechte Stamm erreicht eine Länge von bis zu 3 Meter und einen Durchmesser von 20 Zentimeter. Er ist mit ausdauernden toten Blättern besetzt. Die 30 bis 40 lanzettlich verschmälerten Laubblätter bilden dichte Rosetten. Die trübgrüne Blattspreite ist 80 bis 100 Zentimeter lang und 15 bis 20 Zentimeter breit. Die etwas stechenden Zähne am Blattrand sind 5 bis 6 Millimeter lang und stehen 15 bis 20 Millimeter voneinander entfernt. Der Blattsaft ist trocken tiefpurpurfarben.

### Blütenstände und Blüten
Der Blütenstand besteht aus etwa zwölf Zweigen und erreicht eine Länge von etwa 90 Zentimeter. Die unteren Zweige sind nochmals verzweigt. Die ziemlich dichten, zylindrischen, leicht spitz zulaufenden Trauben sind bis zu 15 Zentimeter lang und 6 Zentimeter breit. Die dreieckigen Brakteen weisen eine Länge von 8 Millimeter auf und sind 5 Millimeter breit. Die leuchtend blutroten Blüten stehen an etwa 12 Millimeter langen Blütenstielen. Die Blüten sind etwa 28 Millimeter lang und an ihrer Basis gestutzt. Auf Höhe des Fruchtknotens weisen die Blüten einen Durchmesser von 6 bis 7 Millimeter auf. Darüber sind sie verengt und schließlich zur Mündung erweitert. Ihre äußeren Perigonblätter sind auf einer Länge von 14 Millimetern nicht miteinander verwachsen. Die Staubblätter und der Griffel ragen bis zu 1 Millimeter aus der Blüte heraus.

### Genetik
Die Chromosomenzahl beträgt {\displaystyle 2n=14}.

## Systematik und Verbreitung
Aloe vaombe ist auf Madagaskar verbreitet.
Die Erstbeschreibung durch J. Decorse und Henri Louis Poisson wurde 1912 veröffentlicht. Es werden folgende Varietäten unterschieden:
- Aloe vaombe var. vaombe
- Aloe vaombe var. poissonii Decary

Aloe vaombe var. vaombe

Die Varietät ist im Süden und Südwesten von Madagaskar im Trockenbusch auf Kalksteinvorkommen verbreitet.
Aloe vaombe var. poissonii

Die Unterschiede zu Aloe vaombe var. vaombe sind: Die Stämme sind schlanker und bis zu 5 Meter lang. Die Laubblätter sind dichter rosettig angeordnet und stärker zurückgeschlagen. Die Blütenstandszweige sind stärker ausgebreitet.
Die Erstbeschreibung der Varietät durch Raymond Decary wurde 1921 veröffentlicht. Aloe vaombe var. poissonii ist auf Madagaskar im Distrikt Ambovombe bei Behara auf Gneis verbreitet. Die Varietät ist nur vom Typusfundort bekannt.

## Nachweise